# Ralph Abernathy
Ralph David Abernathy Sr. (Linden, 11 de março de 1926 – Atlanta, 17 de abril de 1990) foi um ativista americano dos direitos civis e ministro batista. Ele foi ordenado na tradição batista em 1948. Como líder do Movimento dos Direitos Civis, ele era um amigo íntimo e mentor de Martin Luther King Jr.. Ele colaborou com King para criar a Associação de Aperfeiçoamento de Montgomery, que organizou o boicote aos ônibus de Montgomery. Ele também foi co-fundador e membro do conselho executivo da Southern Christian Leadership Conference (SCLC). Ele se tornou presidente do SCLC após o assassinato de King em 1968, onde liderou a Campanha do Povo em Washington, D.C., entre outras marchas e manifestações para americanos desprivilegiados. Ele também atuou como membro do comitê consultivo do Congresso sobre Igualdade Racial (CORE).
Em 1971, Abernathy falou às Nações Unidas sobre a paz mundial. Ele também ajudou na intermediação de um acordo entre o FBI e os manifestantes indianos durante o incidente no joelho ferido de 1973. Aposentou-se do cargo de presidente do SCLC em 1977 e tornou-se presidente emérito. Naquele ano, ele concorreu à Câmara dos Deputados dos EUA para o 5º distrito da Geórgia. Mais tarde, ele fundou a Fundação para o Desenvolvimento de Empresas Econômicas e testemunhou perante o Congresso dos EUA em apoio à extensão da Lei de Direitos de Voto em 1982.
Em 1989, Abernathy escreveu And the Walls Came Tumbling Down, uma autobiografia controversa sobre o envolvimento dele e de King no Movimento dos Direitos Civis. Ele foi ridicularizado por declarações no livro sobre as supostas infidelidades conjugais de King. Abernathy acabou se tornando menos ativo na política e voltou ao seu trabalho como ministro. Ele morreu de doença cardíaca em 17 de abril de 1990. Sua lápide está gravada com as palavras "eu tentei".

## Início da vida, família e educação
Abernathy, décimo dos 12 filhos de William e Louivery Abernathy, nasceu em 11 de março de 1926, na fazenda da família, em Linden, Alabama. O pai de Abernathy foi o primeiro afro-americano a votar no condado de Marengo, Alabama, e o primeiro a servir em um grande júri no país. Abernathy frequentou a Linden Academy (uma escola batista fundada pela Primeira Associação Distrital de Mt. Pleasant). Na Linden Academy, Abernathy liderou suas primeiras demonstrações para melhorar os meios de subsistência de seus colegas.
Durante a Segunda Guerra Mundial, ele se alistou no Exército dos Estados Unidos e subiu ao posto de sargento de pelotão antes de ser dispensado. Depois, ele se matriculou na Alabama State University, usando os benefícios do GI Bill, que ganhou com seu serviço. No segundo ano, foi eleito presidente do conselho estudantil e liderou uma greve de fome bem-sucedida para aumentar a qualidade da comida servida no campus. Enquanto ainda era estudante universitário, Abernathy anunciou seu chamado para o ministério, que ele imaginava desde que era um menino pequeno crescendo em uma família batista devota. Ele foi ordenado ministro batista em 1948 e pregou seu primeiro sermão no Dia das Mães (em homenagem a sua mãe recentemente falecida). Em 1950, ele se formou em matemática. Durante esse verão, Abernathy apresentou um programa de rádio e se tornou o primeiro homem negro no rádio em Montgomery, Alabama . No outono, ele prosseguiu seus estudos na Universidade de Atlanta, obtendo seu mestrado em sociologia com alta honras em 1951.
Ele começou sua carreira profissional em 1951, quando foi nomeado reitor de homens na Alabama State University. Mais tarde naquele ano, ele se tornou o pastor sênior da Primeira Igreja Batista, a maior igreja negra de Montgomery, onde serviu por dez anos.
Ele se casou com Juanita Odessa Jones, de Uniontown, Alabama, em 31 de agosto de 1952. Juntos, eles tiveram cinco filhos: Ralph David Abernathy Jr., Juandalynn Ralpheda, Donzaleigh Avis, Ralph David Abernathy III e Kwame Luthuli Abernathy. Seu primeiro filho, Ralph Abernathy Jr., morreu repentinamente em 18 de agosto de 1953, menos de 2 dias após seu nascimento, em 16 de agosto, enquanto os outros filhos continuaram na idade adulta.
Em 1954, Abernathy conheceu o Dr. Martin Luther King Jr., que - no momento - acabava de se tornar pastor em uma igreja próxima. Abernathy orientou King e os dois homens acabaram se tornando amigos íntimos.

## Ativismo dos Direitos Civis

### Boicote ao ônibus em Montgomery
Após a prisão de Rosa Parks em 1 de dezembro de 1955, por se recusar a deixar seu assento em um ônibus para um homem branco, Abernathy (então membro da NAACP de Montgomery) colaborou com King para criar a Associação de Melhoria de Montgomery (MIA), que organizou o boicote aos ônibus em Montgomery. Junto com a professora de inglês Jo Ann Robinson, eles pediram e distribuíram panfletos pedindo aos cidadãos negros de Montgomery que ficassem fora dos ônibus. O boicote atraiu a atenção nacional e um processo judicial federal que terminou em 17 de dezembro de 1956, quando o Supremo Tribunal dos EUA, em Browder v. Gayle, confirmou uma decisão anterior do Tribunal Distrital de que a segregação de ônibus era inconstitucional. O boicote de trânsito de 381 dias, desafiando as leis de segregação "Jim Crow", foi bem-sucedido. E em 20 de dezembro de 1956, o boicote chegou ao fim.
Após os boicotes, a casa e a igreja de Abernathy sofreu ataques com bombas. Sua família mal conseguia escapar de sua casa, mas estava ilesa. Igreja de Abernathy, MT. Olive Church, Bell Street Church e a casa de Robert Graetz também foram bombardeadas naquela noite, enquanto King, Abernathy e 58 outros líderes negros do sul estavam reunidos na Conferência de Líderes do Sul sobre Transporte e Integração Não-Violenta, em Atlanta.

### Movimento dos direitos civis

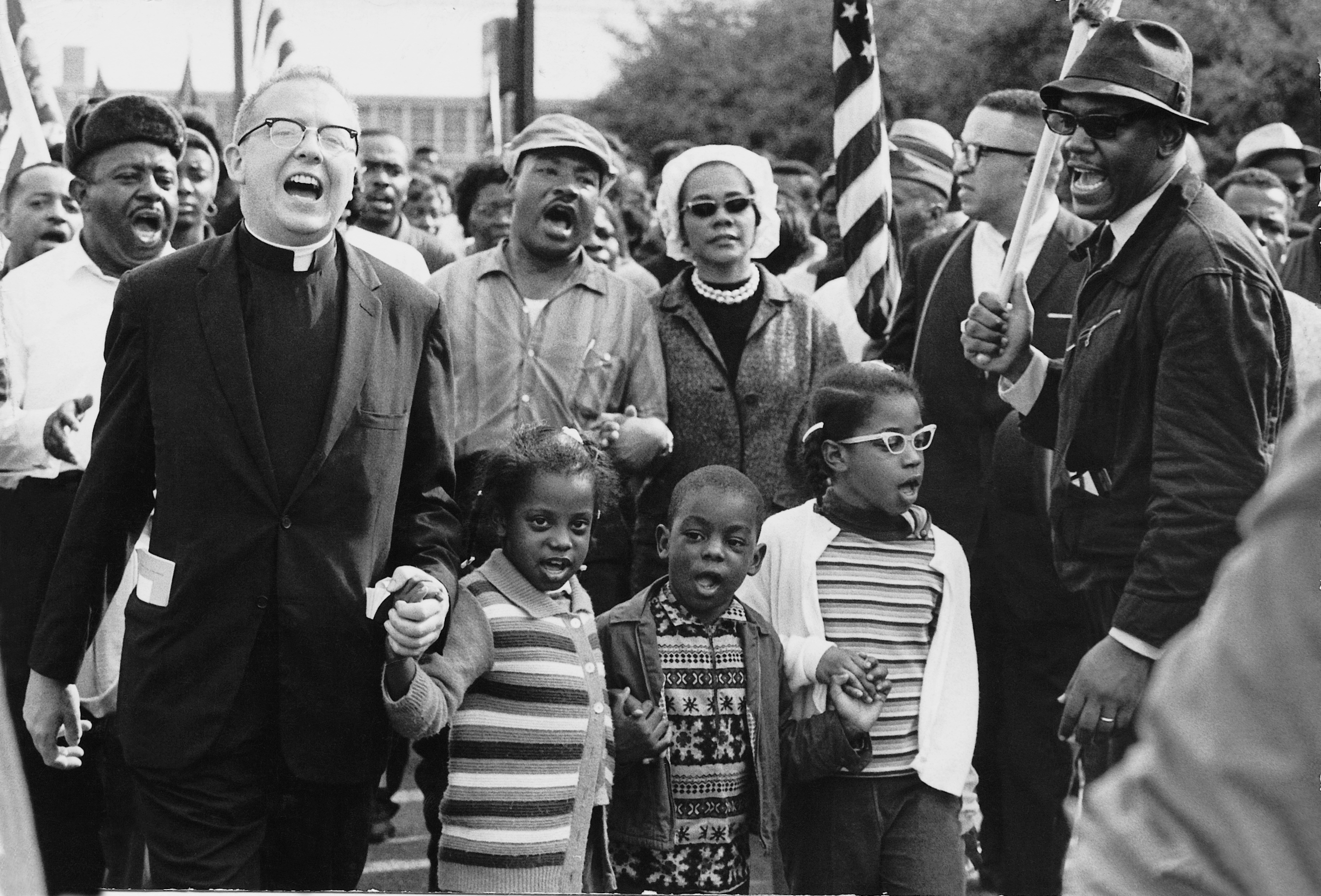
Ralph David Abernathy e sua esposa Juanita Abernathy seguem com o Dr. Martin Luther King e sua esposa Coretta Scott King enquanto as crianças de Abernathy marcham na linha de frente, levando a Selma a março de Montgomery em 1965.

Em 11 de janeiro de 1957, após uma reunião de dois dias, foi fundada a Conferência de Líderes do Sul sobre Transporte e Integração Não Violenta. Em 14 de fevereiro de 1957, a Conferência se reuniu novamente em Nova Orleans. Durante a reunião, eles mudaram o nome do grupo para Southern Leadership Conference e nomearam o seguinte conselho executivo: King, presidente; Charles Kenzie Steele, vice-presidente; Abernathy, Secretário Financeiro-Tesoureiro; TJ Jemison, secretário; IM Augustine, consultor jurídico. Em 8 de agosto de 1957, a Southern Leadership Conference realizou sua primeira convenção, em Montgomery, Alabama. Naquela época, eles mudaram o nome da Conferência pela última vez para Conferência da Liderança Cristã do Sul e decidiram iniciar campanhas de registro de eleitores para pessoas negras do sul.
Em 20 de maio de 1961, os Freedom Riders pararam em Montgomery, Alabama, a caminho de Washington, DC, para Nova Orleans, Louisiana, para protestar contra os ônibus ainda segregados do sul. Muitos dos Cavaleiros da Liberdade foram espancados por uma multidão branca quando chegaram à rodoviária de Montgomery, fazendo com que vários deles fossem hospitalizados. Na noite seguinte, Abernathy e King organizaram um evento em apoio aos Freedom Riders, onde King faria um discurso na igreja de Abernathy. Mais de 1.500 pessoas compareceram ao evento naquela noite. A igreja logo foi cercada por uma multidão de segregacionistas brancos que sitiaram a igreja. King, de dentro da igreja, ligou para o procurador-geral Robert Kennedy e pediu ajuda ao governo federal. Havia um grupo de Marshals dos Estados Unidos enviados para lá para proteger o evento, mas eles eram muito poucos em número para proteger a igreja da multidão enfurecida, que havia começado a atirar pedras e tijolos pelas janelas da igreja. Reforços com experiência em tumultos, do serviço Marshals, foram enviados para ajudar a defender o perímetro. Na manhã seguinte, o governador do Alabama, depois de ser chamado por Kennedy, enviou a Guarda Nacional do Alabama, e a multidão foi finalmente dispersa. Após o sucesso dos Freedom Riders em Montgomery, Birmingham e Huntsville em 1961, King insistiu que Abernathy assumisse o Pastorado da Igreja Batista West Hunter Street em Atlanta, e Abernathy o fez, mudando sua família de Montgomery, Alabama, em 1962.
A parceria King / Abernathy liderou movimentos não-violentos bem-sucedidos em Montgomery; Albany, Geórgia; Birmingham; Mississippi; Washington DC; Selma, Alabama; Santo Agostinho; Chicago; e Memphis. King e Abernathy viajaram juntos, muitas vezes dividindo os mesmos quartos de hotel e momentos de lazer com suas esposas, filhos, familiares e amigos. E os dois foram presos 17 vezes juntos por seu envolvimento no movimento.

### Durante o assassinato de Martin Luther King Jr.
Em 3 de abril de 1968, no Templo Mason, Abernathy apresentou King antes de fazer seu último discurso público; King disse no início de seu agora famoso discurso "Eu estive no topo da montanha": 
 Enquanto ouvia Ralph Abernathy e sua introdução eloquente e generosa e depois pensava em mim, me perguntei de quem ele estava falando. É sempre bom ter seu amigo mais próximo e associado para dizer algo de bom sobre você, e Ralph Abernathy é o melhor amigo que eu tenho no mundo. 
 No dia seguinte, 4 de abril de 1968, Abernathy estava com King no quarto (quarto 306) que eles dividiam no Lorraine Motel em Memphis, Tennessee. Às 6:01 Enquanto Abernathy estava dentro da sala tomando colônia, King foi baleado enquanto estava do lado de fora na varanda. Uma vez que o tiro foi disparado, Abernathy correu para a varanda e embalou King em seus braços enquanto ele estava inconsciente. Abernathy acompanhou King ao Hospital St. Joseph's quinze minutos após o tiroteio. Os médicos fizeram uma cirurgia de emergência, mas ele nunca recuperou a consciência. King foi declarado morto às 19h05 aos 39 anos.

## Liderança da Conferência de Liderança Cristã do Sul

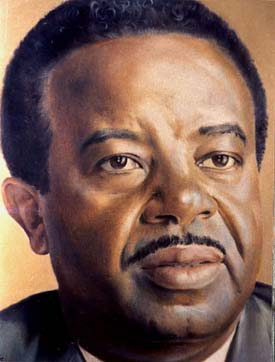
Ralph David Abernathy, pintado pelo artista Robert Templeton, Oil, 1974.

Até o assassinato de King, Abernathy havia servido como o primeiro secretário / tesoureiro e vice-presidente financeiro da Conferência de Liderança Cristã do Sul. Após a morte de King, Abernathy assumiu a presidência do SCLC. Um de seus primeiros papéis foi assumir a função de liderar uma marcha para apoiar grevistas em Memphis, Tennessee, que King e Abernathy haviam planejado antes do assassinato de King. Em maio de 1968, Abernathy liderou a Campanha dos Pobres em Washington, D.C.

### Protesto na NASA
Na véspera do lançamento da Apollo 11, 15 de julho de 1969, Abernathy chegou a Cabo Canaveral com várias centenas de membros da campanha de pessoas pobres para protestar contra os gastos da exploração espacial do governo, enquanto muitos americanos continuavam pobres. Ele foi recebido por Thomas O. Paine, o Administrador da NASA, a quem ele disse que, diante de tanto sofrimento, os voos espaciais representavam uma prioridade desumana e deveriam ser gastos fundos para "alimentar os famintos, vestir os nus, cuidar dos doentes e abrigar os sem-teto". Paine disse a Abernathy que os avanços na exploração espacial eram "brincadeiras de criança" em comparação com os "tremendamente difíceis problemas humanos" da sociedade que Abernathy estava discutindo. Mais tarde, em 1969, Abernathy também participou de uma luta trabalhista em Charleston, Carolina do Sul, em nome dos trabalhadores hospitalares do sindicato local 1199B, o que levou a um aumento do salário digno e a melhores condições de trabalho para milhares de trabalhadores hospitalares.

### Joelho ferido
Em 1973, Abernathy ajudou a negociar um acordo de paz no levante do joelho ferido entre o Federal Bureau of Investigation e os líderes do Movimento Indiano Americano, Russell Means e Dennis Banks.
Abernathy permaneceu presidente do SCLC por nove anos após a morte de King em 1968. Após a morte de King, a organização perdeu a popularidade que tinha sob sua liderança. Quando Abernathy deixou a organização, o SCLC já estava em dívida e os críticos afirmaram que não era tão imaginativo quanto o SCLC liderado pelo Dr. King. Em 1977, Abernathy renunciou ao seu cargo de liderança no SCLC e recebeu o título de presidente emérito.

## Carreira política e ativismo posterior
Abernathy falou às Nações Unidas em 1971 sobre a Paz Mundial. Ele também foi membro do conselho de administração do Centro Martin Luther King Jr. de Mudança Social Não-Violenta. Em 1977, ele concorreu sem sucesso ao assento no 5º Distrito Congressional da Geórgia, perdendo para o congressista Wyche Fowler. Ele fundou a organização sem fins lucrativos Foundation for Economic Enterprises Development (FEED), que ofereceu treinamento gerencial e técnico, criando empregos, renda, negócios e oportunidades de comércio para trabalhadores subempregados e desempregados para negros desprivilegiados.
Em 1979, Abernathy endossou a candidatura do senador Edward M. Kennedy à Presidência dos Estados Unidos. No entanto, ele chocou os críticos algumas semanas antes das eleições de novembro de 1980, quando endossou o candidato da frente, Ronald Reagan, pela campanha presidencial de Jimmy Carter. Abernathy declarou: "O Partido Republicano nos ignorou por muito tempo e o Partido Democrata nos deu como certo e, portanto, como todos os meus colegas e este último em vários lugares do país estavam apoiando o Partido Democrata, senti que deve apoiar Ronald Reagan". Após o desempenho decepcionante da Administração Reagan em direitos civis e outras áreas, Abernathy retirou seu apoio a Reagan em 1984.
Em 1982, Abernathy testemunhou - junto com seu associado executivo, James Peterson, de Berkeley, Califórnia - antes das audiências no Congresso que pediam a extensão da Lei de Direitos de Voto.
Documentos desclassificados em 2017 mostram que Abernathy estava na lista de observação da Agência de Segurança Nacional por causa do ódio da liderança do FBI ao movimento pelos direitos civis.

### And the Walls Came Tumbling Down
No final de 1989, Harper Collins publicou a autobiografia de Abernathy, And the Walls Came Tumbling Down. Foi o relato final publicado de sua estreita parceria com King e seu trabalho no Movimento dos Direitos Civis. Nele, ele revelou a infidelidade conjugal de King, afirmando que King teve relações sexuais com duas mulheres na noite de 3 de abril de 1968 (após seu discurso "Eu já estive no topo da montanha" naquele dia). As revelações do livro tornaram-se fonte de muita controvérsia, assim como Abernathy. Jesse Jackson e outros ativistas dos direitos civis fizeram uma declaração em outubro de 1989 - após o lançamento do livro - de que o livro era "difamador" e que "cirurgia cerebral" devia ter alterado a percepção de Abernathy.

### Igreja da Unificação
Na década de 1980, a Igreja da Unificação contratou Abernathy como porta-voz para protestar contra o uso da mídia pelo termo "Moonies", que eles compararam com a palavra "negro". Abernathy também foi vice-presidente do grupo americano Freedom Coalition, afiliado à Igreja da Unificação, e atuou em dois conselhos de administração da Igreja da Unificação.

## Morte
Abernathy morreu no Hospital Memorial Emory Crawford Long na manhã de 17 de abril de 1990, por dois coágulos sanguíneos que atingiram seu coração e pulmões, cinco semanas após seu aniversário de 64 anos. Após sua morte, George HW Bush, então Presidente dos Estados Unidos, emitiu a seguinte declaração: 
 Barbara e eu nos juntamos a todos os americanos para lamentar a morte do Rev. Ralph Abernathy, um grande líder na luta pelos direitos civis de todos os americanos e um incansável ativista pela justiça.
 Ele está sepultado no cemitério Lincoln, em Atlanta, na Geórgia. A pedido de Abernathy, seu túmulo tem a inscrição simples: "Eu tentei".

## Homenagens e retratos

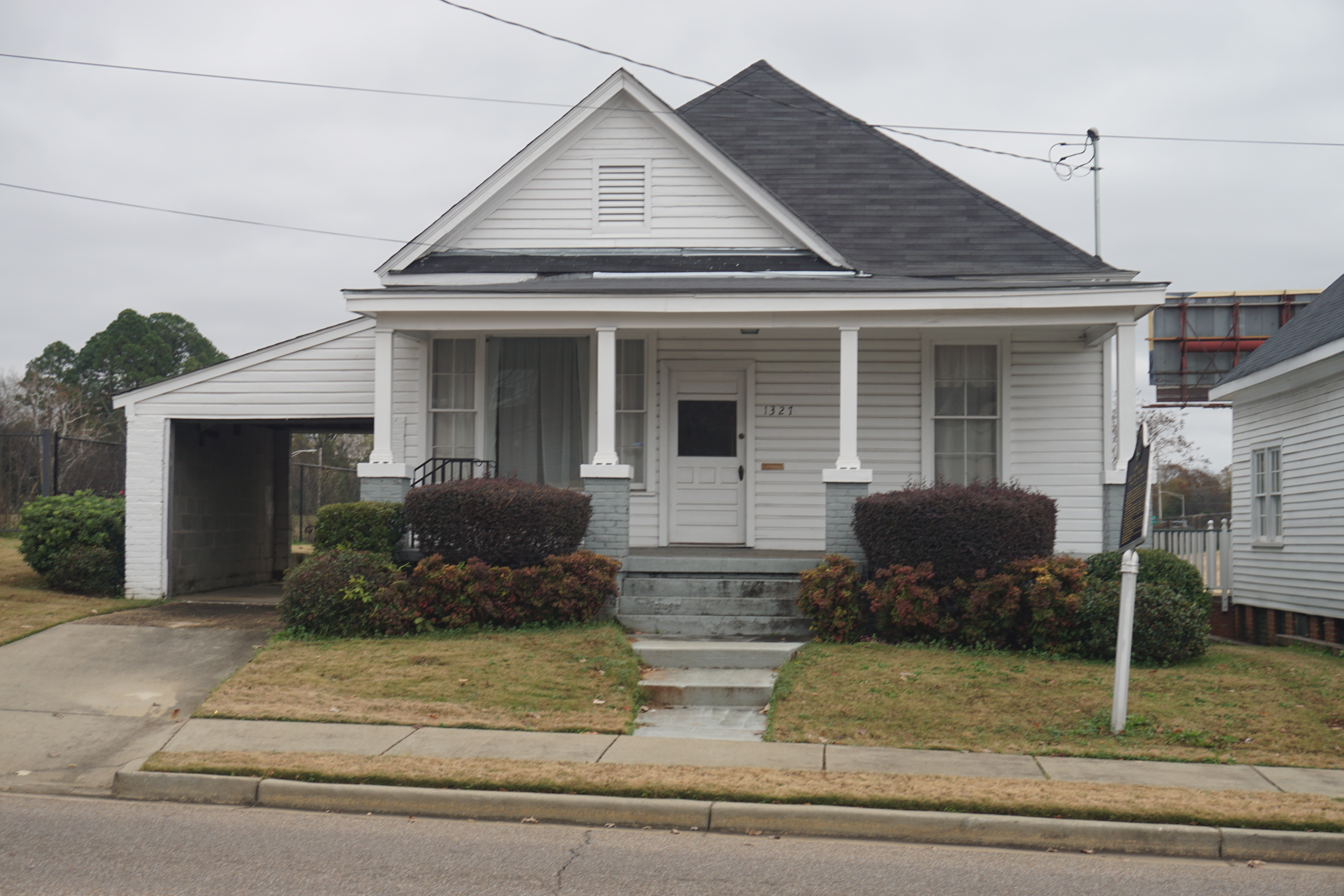
Ralph David Abernathy Home, no campus da Alabama State University, em Montgomery.

Durante sua vida, Abernathy foi homenageado com mais de 300 prêmios e citações, incluindo cinco títulos de doutorado honorários. Ele recebeu um Doutor em Divindade da Morehouse College, um Doutor em Divindade da Kalamazoo College em Michigan, um Doutor em Direito da Allen University da Carolina do Sul, um Doutor em Direito da Long Island University em Nova York e um Doutor em Direito no Alabama Universidade Estadual.
- Ralph D. Abernathy Hall, no Alabama State Hall, é dedicado a ele, com um busto de cabeça na área do vestíbulo.[69]
- Rodovia interestadual 20 Ralph David Abernathy Freeway,[70] Abernathy Road,[71] e Ralph David Abernathy Boulevard de Atlanta foram nomeados em sua homenagem.[72]

Abernathy é interpretado por Ernie Lee Banks na minissérie King de 1978, por Colman Domingo no filme Selma de 2014, um filme sobre as marchas de Selma para Montgomery, Martin Luther King Jr. e SCLC, e Dohn Norwood no filme de 2016, All the Way.

## Trabalho
- Abernathy, Ralph; E os muros caíram (1989), ISBN 9781569762790
- Abernathy, Ralph; A História Natural de um Movimento Social: The Montgomery Improvement Association (tese)